# Korean Central News Agency
La Korean Central News Agency (in coreano 조선중앙롱신?, Joseon JungangtongsinLR, Chosŏn Chungangt'ongsinMR; in italiano Agenzia Centrale di Stampa Coreana), abbreviata in KCNA, è l'agenzia di stampa pubblica della Corea del Nord e riporta le opinioni del governo sia all'interno che in altri Paesi del mondo. È stata fondata il 5 dicembre del 1946.

## Organizzazione
La KCNA è l'unica agenzia di stampa della Corea del Nord e ogni giorno mette a disposizione notizie per tutte le testate giornalistiche del paese tra cui giornali, radio e trasmissioni televisive tramite la Televisione Centrale Coreana e il Korean Central Broadcasting System all'interno della nazione. La KCNA lavora sotto il Comitato centrale coreano delle trasmissioni radiotelevisive, attraverso cui è controllata dal Dipartimento di propaganda e agitazione del Partito del Lavoratori di Corea. Nel dicembre del 1996, la KCNA incominciò a pubblicare i suoi articoli su Internet tramite il suo server situato in Giappone. Dall'ottobre 2010, le notizie vengono pubblicate su un nuovo sito, controllato da Pyongyang, e la produzione è stata aumentata in modo significativo per includere storie dal mondo che non hanno alcun collegamento con la Corea del Nord come anche dai paesi con dei forti legami d'amicizia con il paese.
Oltre al coreano, la KCNA pubblica le notizie in inglese, russo e spagnolo. L'accesso al sito, assieme ad altri portali d'informazione nordcoreani, è stato bloccato dalla Corea del Sud dal 2004 e vi si può accedere soltanto con l'autorizzazione del governo. Come agenzia di stampa, produce anche sommari delle notizie dal mondo per gli ufficiali nordcoreani e si presume che conduca indagini d'intelligence clandestine.
Situata nella capitale Pyongyang al Potonggang-dong 1 nel Potonggang District, la KCNA possiede uffici in diverse municipalità e ha stretto accordi di scambio con più di 46 agenzie di stampa straniere, inclusa la sudcoreana Yonhap, avendo come principali partner la russa ITAR-TASS e l'Agenzia Nuova Cina. La KCNA possiede corrispondenti e uffici in sei paesi come Russia e Cina e collabora con Reuters e Associated Press, dove quest'ultima possiede un ufficio permanente a Pyongyang, inoltre i giornalisti della KCNA vengono formati all'estero tramite i corsi della BBC e di Reuters.
Secondo il proprio sito, la KCNA "parla per il partito del lavoro di Corea e per il Governo della RPD di Corea" e viene descritta come l'organo ufficiale Nel giugno del 1964 in una delle sue prime attività ufficiali, Kim Jong-il visitò le sedi della KCNA e disse che l'agenzia dovrebbe "propagare l'ideologia rivoluzionaria del Leader (Kim Il-sung) in tutto il mondo". Tuttavia, l'agenzia offre anche uno sguardo unico alla "mentalità" nordcoreana.
In una dichiarazione data dagli ufficiali alla KCNA il 12 giugno 1964, sottolinea le funzioni dell'agenzia di stampa:
Secondo i principi e le linee guida sul lavoro di propaganda ideologica e agitazione politica imposti dal Partito del lavoro di Corea, l'agenzia generalmente tratta soltanto notizie positive riguardanti il paese per dare una buona immagine del popolo e della Corea del Nord all'estero. Ciò nonostante ha sempre fornito informazioni sulle carestie che hanno colpito il paese, riportando anche il disastro di Ryongchon nell'aprile del 2004, dopo un ritardo di due giorni. La KCNA possiede anche una squadra sportiva negli annuali giochi a premi di Paektusan per gli impiegati civili.
Il direttore generale della KCNA è Kim Ki-ryong.

## Temi ricorrenti
Gli articoli della KCNA trattano generalmente di numerose tematiche specifiche:
- Cronache dettagliate di eventi culturali, di solito assistite da vari dignitari
- Denunciare azioni e attitudini di Stati Uniti,[21] Giappone,[22] Corea del Sud[23] e altre nazioni, soprattutto riguardo alla cooperazione militare, agli eventi storici o ai commerci. Sono stati fatti degli attacchi personali ai leader americani, giapponesi e sudcoreani che non sono passati inosservati.
- Riportare la posizione ufficiale della Corea del Nord sulle dispute in corso con il Giappone su questioni come la Ch'ongryŏn[24] e le donne di conforto.[25]
- Far conoscere le celebrazioni degli eventi e delle idee della Corea del Nord nelle altre nazioni.
- Chiamare alla riunificazione della Corea secondo i principi della Juche.[26][27]
- Promuovere i culti della personalità di Kim Jong-un, Kim Jong-il e Kim Il-sung.[28][29] In questi articoli viene descritta nel dettaglio la routine quotidiana dei leader,[30] o vengono citati gli elogi da parte di organizzazioni alleate di altri paesi.[31][32]
- Comunicazioni, visite e regali (senza specificarne il tipo) a e da varie nazioni alleate o dalla linea di pensiero simile.[33][34][35] Riguardo al numero di doni, la KCNA afferma che il primo leader Kim Il-sung ne riceveva "2 910 all'anno, 243 al mese e 8 al giorno."[36]
- Nuovi sviluppi tecnologici come ad esempio la scoperta di un agente di preservazione del fiore nazionale della Kimjongilia,[37] un nuovo tipo di pesticida[38] e la creazione di anelli e braccialetti per la purificazione del sangue.[39]
- Enfatizzare i nomi di Kim Il-sung, Kim Jong-il e Kim Jong-un ingrandendo i loro nomi all'interno dei testi.
- Riferimenti a istituti, gruppi o centri "per lo studio dell'ideologia Juche". Per esempio, un articolo della KCNA del 12 giugno 2011 afferma che "Il Centro brasiliano per gli studi dell'idea Juche è stato inaugurato con una cerimonia all'Università di San Paolo il 4 giugno".[40] L'articolo inoltre riferisce di un anonimo "direttore" (che presumibilmente aveva presieduto durante la cerimonia) ma l'evento non era riportato da nessun'altra fonte d'informazione oltre alla KCNA secondo la data di quell'articolo (otto giorni dopo la presunta cerimonia).

### Pratiche editoriali
La KCNA utilizza un linguaggio negativo, come "traditori", "guerrafondai" o "feccia umana", nei confronti di governi (specialmente quelli della Corea del Sud e degli Stati Uniti), organizzazioni o singoli che sono critici nei confronti del regime. Per contrasto, ai leader Kim Jong-un, Kim Jong-il e Kim Il-sung vengono attribuite caratteristiche positive come una "saggezza eccezionale", "abilità uniche" o una "virtù nobile".

### Editoriali di capodanno
Dal 1996, la KCNA, assieme ad altri tre principali quotidiani di stato nordcoreani (Rodong Sinmun, Minju Choson e Joson Inmingun), pubblica un editoriale congiunto di Capodanno dove viene descritta la politica del paese per il nuovo anno e spesso glorificano il Songun, il governo e la leadership, oltre a incoraggiare la crescita della nazione. Sono anche critici verso i governi della Corea del Sud, Giappone, Stati Uniti e del mondo occidentale per le politiche adottate nei confronti della Corea del Nord.
Il primo gennaio 2006, l'agenzia pubblicò un editoriale congiunto dai giornali di stato dove veniva richiesto il ritiro delle truppe americane dalla Corea del Sud. attirando l'attenzione dei media occidentali che lo definirono una "campagna nazionale per cacciare via le truppe degli Stati Uniti". Il servizio inoltre aveva numerosi riferimenti al progetto di riunificazione coreana. L'editoriale del 2009 ricevette un'attenzione simile per l'assenza di una critica alla politica americana, l'ammissione dei gravi problemi economici del paese e per alcuni riferimenti anche alla denuclearizzazione della penisola coreana, considerati dagli analisti come un "segno di speranza". Lo stesso avvenne nell'editoriale del 2010, dove venne chiesta la cessazione delle ostilità con gli Stati Uniti e una Corea priva di armi nucleari.
Nell'edizione del 2011, oltre agli auspici per la denuclearizzazione e per una riduzione delle tensioni tra le due Coree, viene menzionata per la prima volta l'ascesa delle industrie leggere della Corea del Nord, sviluppatesi per l'imminente slancio dell'economia nazionale nel nuovo anno e per il compimento della missione nazionale del Kangsong Taeguk.
L'editoriale del 2012, il primo sotto il governo di Kim Jong-un, incominciò con un grande tributo a Kim Jong-il, con ricorrenti incitamenti per il miglioramento delle relazioni inter-coreane e per il raggiungimento degli obiettivi fissati dalla Dichiarazione del 4 ottobre 2007. Richiamò l'intera nazione per dare priorità alla missione del 2012 di Kim Jong-il della "Nazione potente e prospera", continuare l'eredità sua e del padre Kim Il-sung per l'intero paese e per la causa socialista e innalzare e incoraggiare i vari settori che compongono la nazione a diventare contributori del progresso nazionale in tutti i campi e a tutti i costi.
Questa tradizione si concluse nel 2013, quando Kim Jong-un tenne il primo discorso di Capodanno in televisione da 19 anni.

### Censura
A seguito della purga e dell'esecuzione di Chang Sung-taek, la KCNA ha condotto la sua più grande operazione di censura sul proprio sito ufficiale, cancellando 35 000 articoli in lingua coreana e, considerando anche le traduzioni, più di 100 000 articoli in totale. Alcuni servizi furono modificati per omettere il nome di Chang e non tutti gli articoli rimossi lo menzionavano in modo diretto.